# Wuwei, Gansu
Wuwei är en stad på prefekturnivå i provinsen Gansu i nordvästra Kina. Den ligger omkring 230 kilometer norr om provinshuvudstaden Lanzhou.
Ortens namn betyder "militär makt" och fick sitt namn under Handynastin efter det att generalen Huo Qubing förlade sina trupper här efter en seger mot xiongnu-folket.

## Administrativ indelning
Wuwei indelas i ett stadsdistrikt, två reguljära härad och ett autonomt härad:
| Karta          | Nr                      | Namn           | Kinesiska                | Pinyin  | Befolkning (2020) | Yta (km²) | Befolknings- täthet (inv/km²) |
| -------------- | ----------------------- | -------------- | ------------------------ | ------- | ----------------- | --------- | ----------------------------- |
|                |                         |                |                          |         |                   |           |                               |
| Stadsdistrikt  |                         |                |                          |         |                   |           |                               |
| 1              | Liangzhou               | 凉州区         | Liángzhōu qū             | 885 277 | 5 081             | 174       |                               |
| Härad          |                         |                |                          |         |                   |           |                               |
| 2              | Minqin                  | 民勤县         | Mínqín xiàn              | 178 470 | 16 016            | 11        |                               |
| 3              | Gulang                  | 古浪县         | Gǔlàng xiàn              | 250 177 | 5 287             | 47        |                               |
| Autonomt härad |                         |                |                          |         |                   |           |                               |
| 4              | Tianzhu (för tibetaner) | 天祝藏族自治县 | Tiānzhù zàngzú zìzhìxiàn | 151 031 | 6 865             | 22        |                               |

## Klimat
Genomsnittlig årsnederbörd är 281 millimeter. Den regnigaste månaden är juli, med i genomsnitt 65 mm nederbörd, och den torraste är december, med 3 mm nederbörd.